# マルエチン
マルエチンは、Malouetia属から単離されたアミノステロイド系神経筋遮断薬であり、ニコチン受容体拮抗作用を持つアルカロイドである。
臭化パンクロニウムや臭化ベクロニウムのような現代的なアミノステロイド系筋弛緩薬を開発したのは、マルエチンの化学構造にヒントを得たオルガノン社の研究者たちである。